# Alexis Kourakine
 (juin 2024).
Si vous disposez d'ouvrages ou d'articles de référence ou si vous connaissez des sites web de qualité traitant du thème abordé ici, merci de compléter l'article en donnant les références utiles à sa vérifiabilité et en les liant à la section « Notes et références ».
Pour les autres membres de la famille, voir famille Kourakine.
Le prince Alexis Borissovitch Kourakine (en russe : Алексей Борисович Куракин), né le 19 septembre 1759 et mort le 30 décembre 1829 à Saint-Pétersbourg, est un homme politique russe.

## Biographie
Sous le règne de Paul Ier de Russie, il fut conseiller privé (1797), procureur général du 4 décembre 1796 au 8 août 1798, ministre des domaines impériaux (1798); sous le règne d'Alexandre Ier, il fut membre actif de l'Assemblée permanente (1804-1809), ministre des Affaires intérieures du 23 novembre 1807 au 31 mars 1810, membre de l'Assemblée d'État (1811).

## Famille
Le prince Alexis Kourakine est issu d'une famille de la haute noblesse russe, descendante du grand-duc de Lituanie Gediminas. Il est le fils du prince Boris Alexandrovitch Kourakine (1697-1749) et de la princesse Kourakine, née princesse Hélène Apraxine (Elena Apraxina), et le frère du fameux prince Alexandre Kourakine (1752-1818), dit le prince Diamant, ainsi que du prince Stepan Kourakine.